# Sarah Ann

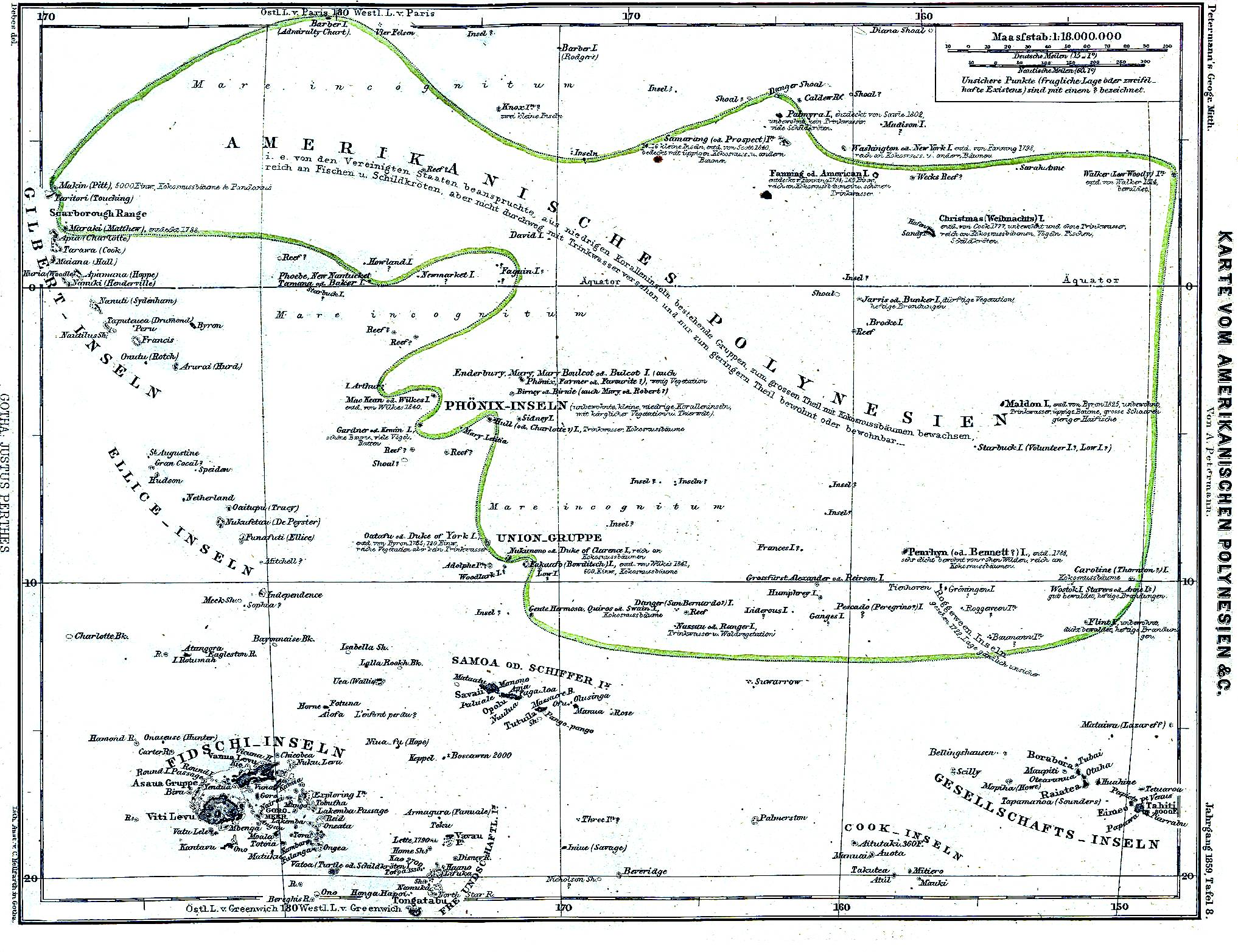
Petermanns Karte von 1859; Sarah Ann (hier Sarah Anne geschrieben) in der rechten oberen Ecke

Sarah Ann (auch Sarah Anne) ist der Name einer angeblich im Südpazifik liegenden Phantominsel, die auf verschiedenen Seekarten und in Navigationstabellen des 19. Jahrhunderts mit unterschiedlichen Positionen verzeichnet ist. Die von dem deutschen Geographen und Kartographen August Petermann herausgegebene „Karte vom Amerikanischen Polynesien“ in „Petermanns Geographische Mitteilungen“ des Jahrgangs 1859 zeigt sie nordöstlich der Weihnachtsinsel (Kiritimati).
Der Name Sarah Ann oder Sarah Anne ist wahrscheinlich auf das britische Walfang-Schiff Sarah Ann aus London (gebaut 1805) zurückzuführen, das u. a. im Lloyd’s Register of Shipping 1823 und 1824 verzeichnet ist. Es gibt kein unmittelbares Schriftzeugnis für die Entdeckung einer unbekannten Insel, aber im Logbuch des Walfang-Schiffes Alexander aus Natuckett findet sich ein Eintrag vom 25. März 1825, dass die „Sarah Ann aus London bei der Position 3°58’ S und 154°30‘ W“ eine Insel gesichtet habe.
Trotz ihrer zweifelhaften Existenz gehörte Sarah Ann aufgrund des Guano Islands Acts von 1856 zum Staatsgebiet der Vereinigten Staaten und wurde von der United States Guano Company beansprucht.
Die von dem US-amerikanischen Reporter, Schriftsteller und Entdecker Jeremiah N. Reynolds (1799 – 1858) im Jahr 1828 dem United States House Committee on Naval Affairs übergebene Liste verzeichnet über zweihundert zweifelhafte Inseln und Riffe im Pazifik, darunter auch Sarah Ann. In Reynolds Liste ist deren Position mit 16°08´N und 143°16´W angegeben.
Ein Verzeichnis der Gefahren für die Navigation im Pazifischen Ozean des United States Department of the Navy aus dem Jahr 1866 gibt die Position von Sarah Ann mit 4°00´N und 154°22´W an, mit der Anmerkung: „In den meisten Karten mit einem Fragezeichen versehen. Auf einer Breite von 4° S liegt Independence Island auf demselben Meridian, dies könnte dieselbe Insel sein.“ Die Positionsangabe 4°00´N 154°22´W, das liegt rund 70 km östlich der Insel Malden, stammt von Captain Joshua Coffin vom Walfangschiff Ganges aus Nantucket. Auf derselben Reise (Juni 1825 bis November 1827) hat er „Independance Island“ auf der Position 4°36´N 144°35´W gesehen. Independence Island war im 19. Jahrhundert der Name von Malden. Die Insel Sarah Ann gibt es nicht. Wahrscheinlich ist sie mit der Insel Malden identisch, deren Position durch einen Navigationsfehler falsch ermittelt wurde.
Der deutsche Astronom August Kopff hatte errechnet, dass die Insel Sarah Ann, bzw. deren angenommene Position in der Reynolds-Liste, der einzige Fleck festen Landes im Pazifik war, auf dem die totale Sonnenfinsternis vom 8. Juni 1937 zu beobachten wäre. Kopff wollte die Kapitäne von Handelsschiffen im Pazifik dazu bewegen, nach Sarah Ann Ausschau zu halten. Nachdem sich alle Versuche, die Insel aufzufinden, als vergeblich herausgestellt hatten, verschwand Sarah Ann 1932 endgültig von den Karten.